# 뤄칭취안
뤄칭취안(중국어 간체자: 罗清泉, 정체자: 羅清泉, 병음: Luō Qīngquán, 1945년 11월 9일 ~ 2021년 4월 23일)은 중화인민공화국의 정치인이다. 후베이성 성장과 중국 공산당 당위원회 서기를 지냈다.

## 생애
후베이성 장링현 출신으로 1975년 중국 공산당에 입당했다. 중국공산당 후베이성 이창시 시위원회 부서기를 거쳐 시장 대행과 시장, 시위원회 서기, 중국공산당 허베이성 성위원회 부서기, 허베이성 시기율검사위원회 사기, 우한시 시위원회 서기를 역임했다. 2002년 허베이성 부성장과 성장 대행을 지냈다. 2003년 허베이성 성장으로 선출되었다. 2007년 10월, 위정성 후임으로 허베아성 시위원회 서기로 선출되었다. 2008년 중국공산당 제17기 중앙위원, 전국인민대표대회 환경 및 자원보호위원회 부주임, 위원으로 선출되었고 2010년 12월 나이 제한으로 성위원회 서기에서 물러났다. 2010년 12월 전국인민대표대회 환경 및 자원보호위원회 부주임, 위원에 되었다.
중국공산당 제15기 중앙기율위원회 위원과 제16기 및 17기 중앙위원을 지냈다.